# Tall Ships Races 2013
Les Tall Ships' Races 2013 sont des courses de grands voiliers qui se sont déroulés, cette année-là en trois endroits dans le monde :
- Mer Baltique :  Aarhus,  Helsinki,  Riga,  Szczecin
- Mer Méditerranée : Mediterranean Tall Ships Regatta  Barcelone,  Toulon,  La Spezia
- Mer de Tasman : Sydney-Auckland Tall Ships Regatta  Sydney,  Nouvelle-Zélande Auckland

Comme dans tous les ports recevant les Tall Ships' Races, des fêtes ont été organisées sur les quais avec notamment la visite des bateaux.

## Courses

### Edition en Mer Baltique
L'édition en Mer baltique Mer Baltique s'est déroulé du 4 juillet au 6 août sous l'égide de la Sail Training International.
Le départ de la première course a été donné du port d'Aarhus au Danemark (4 au 7 juillet) pour rejoindre le port d'Helsinki en Finlande (17 au 20 juillet). Le départ de la seconde course a été donné du port de Riga en Lettonie (25 au 28 juillet) pour rejoindre le port de Szczecin en Pologne (3 au 6 août).

### Accident en Mer Baltique
Le 11 juillet 2013, le Wyvern fait naufrage à la suite d'une voie d'eau entre les îles suédoises de Gotland et Öland en Mer Baltique. Les services de secours aériens et maritimes de Suède récupère les dix membres d'équipage qui sont secourus. Toutefois, trois membres d'équipage de la goélette néerlandaise Wylde Swan, qui participait également à la course, sont montés à bord du Wyvern pour tenter d'éviter le naufrage en pompant de l'eau. Deux des membres de l'équipage du Wylde Swansont hélitroyés par la suite,, mais le troisième est entrainé par le navire, des témoins l'ayant aperçu emmelé dans le gréement. Il est retrouvé mort en mer le 14 juillet 2013. L'épave du Wyvern se trouvait à environ 50 m de fond sur un bord. Le navire sera renfloué en août de la même année.

### Edition en Mer Méditerranée
Cette course de grands voiliers se déroule en deux étapes :
- La première démarre de Barcelone le 21 au 24 septembre pour arriver à Toulon,
- La seconde démarre de Toulon pour arriver à La Spezia le 4 au 7 octobre 2013.

| Tall Ships Regatta 2013 - Race 1 : Barcelone - Toulon |              |                  |                       |                       |
| Nombre de navires                                     | Cat. A       | Cat. B           | Cat. C                | Cat. D                |
| 1er                                                   | Mir          | Pandora          | Femme Fatale          | Miles to Go           |
| 2e                                                    | Royal Helena | Johanna Lucretia | Spirit of Oysterhaven | Akela                 |
| 3e                                                    | La Grace     | Ciutat Badalona  | Galaxie               | Moon Dance of Carrick |

| Tall Ships Regatta 2013 - Race 2 : Toulon - La Spezia |              |               |           |               |
| Nombre de navires                                     | Cat. A       | Cat. B        | Cat. C    | Cat. D        |
| 1er                                                   | La Grace     | Bodrum        | Cybele    | Akela         |
| 2e                                                    | Royal Helena | Far Barcelona | Galaxie   | Stella Polare |
| 3e                                                    | Mir          | Pandora       | Aldebaran | Miles to Go   |

Edition en Mer deTasman
La Sydney-Auckland Tall Ships Regatta 2013 est la première course de grands voiliers qui s'est déroulé en Mer de Tasman du 10 au 25 octobre 2013 sous l'égide de la Sail Training International et de l'Australian Sail Training International.

### Résultats des courses
| Tall Ships Races 2013 - Race 1 : Aarhus- Helsinki |                         |                            |          |        |
| Nombre de navires                                 | Cat. A                  | Cat. B                     | Cat. C   | Cat. D |
| 1er                                               | Statsraad Lehmkuhl      | Morning Star of Revelation | Sharki   | Akela  |
| 2e                                                | Tre Kronor af Stockholm | Maybe                      | Ebb Tide | Tomidi |
| 3e                                                | Georg Stage II          | Rupel                      | ST Iv    | Theia  |

| Tall Ships Races 2013 - Race 2, : Riga- Szczecin |                         |            |                 |         |
| Nombre de navires                                | Cat. A                  | Cat. B     | Cat. C          | Cat. D  |
| 1er                                              | Statsraad Lehmkuhl      | Liv (1893) | Admiral Dickman | Akela   |
| 2e                                               | Tre Kronor af Stockholm | Helena     | Sharki          | Tomidi  |
| 3e                                               | Fryderyck Chopin        | Maybe      | Dar Szczecina   | Lietuva |

| Trophées de l'ensemble des séries : |                       |                       |                       |                          |                         |                   |
| Series Winner Class A               | Series Winner Class B | Series Winner Class C | Series Winner Class D | Bermuda Cup (temps réel) | Torbay Cup              | Friendship Trophy |
| Statsraad Lehmkuhl                  | Maybe                 | Dar Szczecina         | Akela                 | Tomidi (cat. D)          | Yujun Xu (Gulden Leeuw) | Shabab Oman       |

## Bateaux présents lors de l'édition en mer Baltique
Classement des bateaux selon la STI (Sail Training International).

### Classe A
Voiliers à phares carrés et autres de plus de 40 mètres de longueur de coque.
- Alexander Von Humboldt II (2011), Trois-mâts barque  Allemagne
- Christian Radich (1937), trois-mâts carré  Norvège
- Cisne Branco (1999), clipper trois-mâts carré  Brésil
- Cuauthémoc (1982), trois-mâts barque  Mexique
- Eendracht (1989), goélette à trois mâts  Pays-Bas
- Fryderyk Chopin (1992), brick  Pologne
- Georg Stage II (1934), trois-mâts carré  Danemark
- Gulden Leeuw (1937), goélette à trois mâts  Pays-Bas
- Götheborg (2005), trois-mâts carré  Suède
- Iskra II (1982), trois-mâts goélette  Pologne
- Kapitan Glowacki (1944), brick-goélette  Pologne
- Kruzenshtern (1926), quatre-mâts barque  Russie
- Loa (1922), trois-mâts goélette  Danemark
- Mir (1987), trois-mâts carré  Russie
- Morgenster (2008), brick  Pays-Bas
- Nadezhda (1992), trois-mâts carré  Russie
- Pelican of London (1948), trois-mâts goélette  Royaume-Uni
- Roald Amundsen (1952), brick  Allemagne
- Shabab Oman (1971), trois-mâts goélette  Oman
- Shtandart (1999), trois-mâts carré  Russie
- Statsraad Lehmkuhl (1914), trois-mâts barque  Norvège
- Stavros S Niarchos (2000), brick  Royaume-Uni
- Tenacious (2000, trois-mâts barque)  Royaume-Uni
- Tre Kronor af Stockholm (2008), brick  Suède
- Wylde Swan (1920), goélette à hunier  Pays-Bas

### Classe B
Voiliers à gréement traditionnel, moins de 40 mètres de longueur de coque et plus de 9,14 mètres de longueur de flottaison.
- Aglaia (1998), ketch  Autriche [13]
- Albanus (1988), goélette  Finlande
- Brabander (1977),  Lituanie

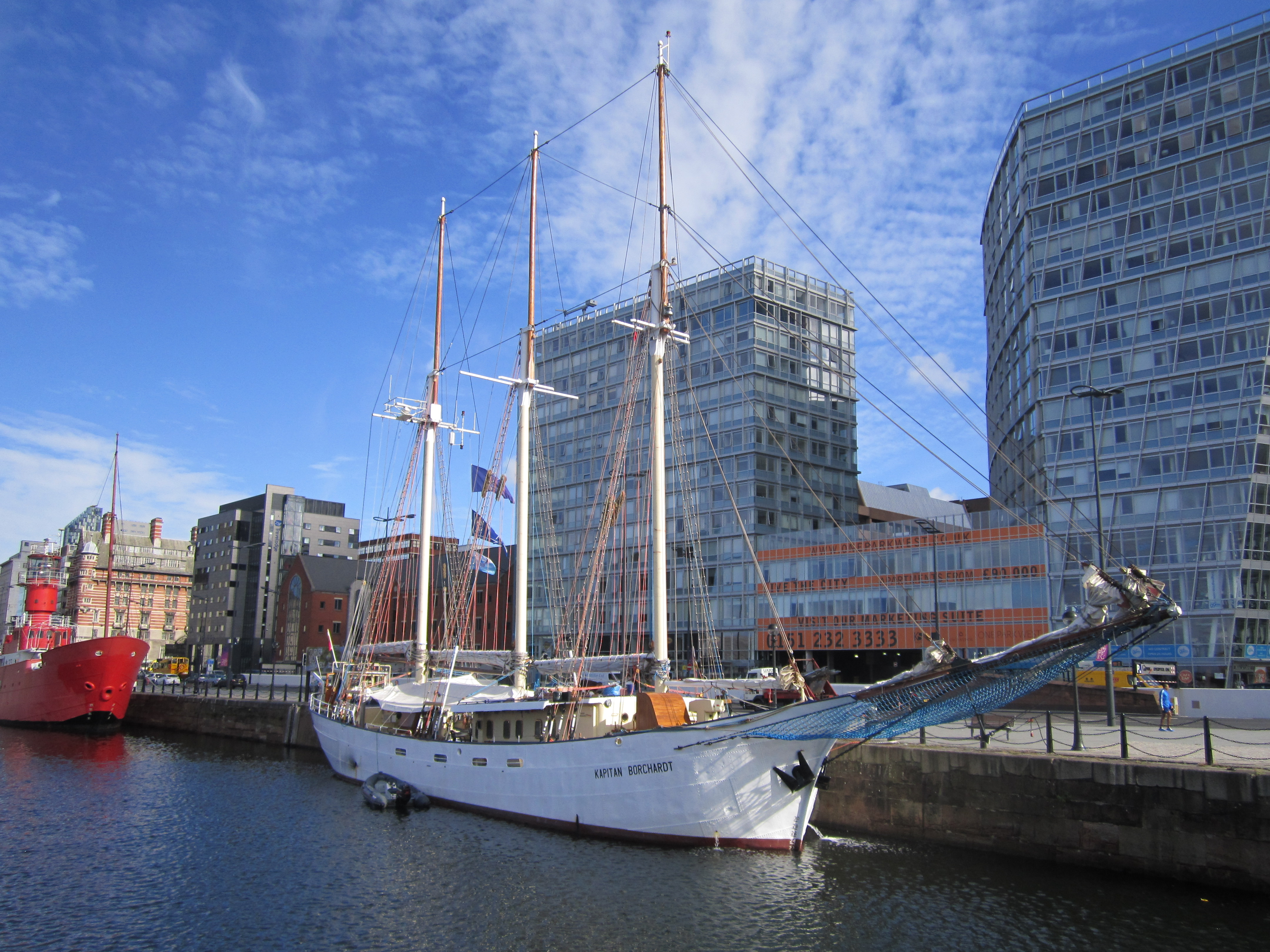
Kapitan Borchardt

- Caroline af Sandnes (1885),  Norvège
- Constantia (1908), goélette  Suède
- Gallant (1916), goélette  Pays-Bas
- Helena (1992), goélette  Finlande
- Ihana (2010),  Finlande
- Joanna Saturna (1903), goélette  Finlande
- Jens Krogh (1899), ketch  Danemark
- Johann Smidt (1974), goélette  Allemagne
- Johanna Lucretia (1945), goélette à hunier  Royaume-Uni
- Kapitan Borchardt (1918), goélette à trois mâts  Pologne
- Klitta (1987),  Danemark
- Leila (1892),  Royaume-Uni
- Maybe (1929),  Royaume-Uni
- Morning Star of Revelation (1978), ketch  Royaume-Uni
- Olander (1931),  Pologne
- Rupel (1996),  Belgique
- Seute Deern II (1936), ketch  Allemagne
- Skonnerten Jylland (1951),  Danemark
- Utopia (1926),  Danemark
- Valborg (1948)  Finlande
- Vega (1909),  Suède
- Wyvern av Aalesund (1995),  Norvège
- Wyvern (1897),  Norvège
- Zawisza Czarny (1952),  Pologne

### Classe C
Voiliers à gréement moderne sans spinnaker, idem Classe B.

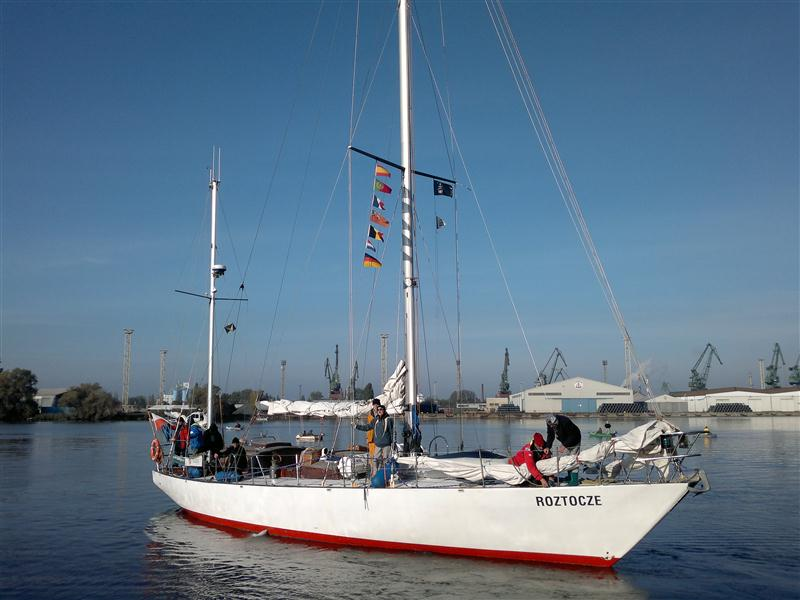
Roztocze

- Admiral Dickman (2007), sloop  Pologne
- Black Diamond of Durham (1972), sloop  Royaume-Uni
- Breeze (1995), ketch  Russie
- Dar Szczecina (1969), sloop  Pologne
- Ebb Tide (1985), ketch  Pays-Bas
- Esprit (1995), goélette  Allemagne
- Filou (2005), sloop  Allemagne
- Flamingo (1936), sloop  Royaume-Uni
- Gaudeamus (1986), sloop  Pologne
- Gedania (1975),  Pologne
- Gryfita (1975), yawl  Pologne
- John Laing (1987), ketch  Royaume-Uni
- Joseph Conrad (1958), ketch  Pologne
- Legia (1968), ketch  Pologne
- Magnolia (1966), sloop  Pologne
- Martha (1999), ketch  Estonie
- Mestwin (1970), yawl  Pologne
- Milan (1995), sloop  Allemagne
- Navigator (1947), yawl  Finlande
- Panorama (1986), ketch  Pologne
- Regina-Germania (1984),  Allemagne
- Roztocze (1969), yawl  Pologne
- Sharki (1972), sloop  Pologne
- Spaniel (1979), sloop  (Latvia)
- St Iv (1990), sloop  Estonie
- Svartloga (1984), ketch  Danemark
- Thermopylae Clipper (1996),  Royaume-Uni
- Vahine (1972), ketch  Finlande
- Zjawa IV (1949), ketch  Pologne

### Classe D
Voiliers à gréement moderne avec spinnaker, idem Classe B.
- Adventure (1974),  Russie
- Akela (1985), sloop  Russie

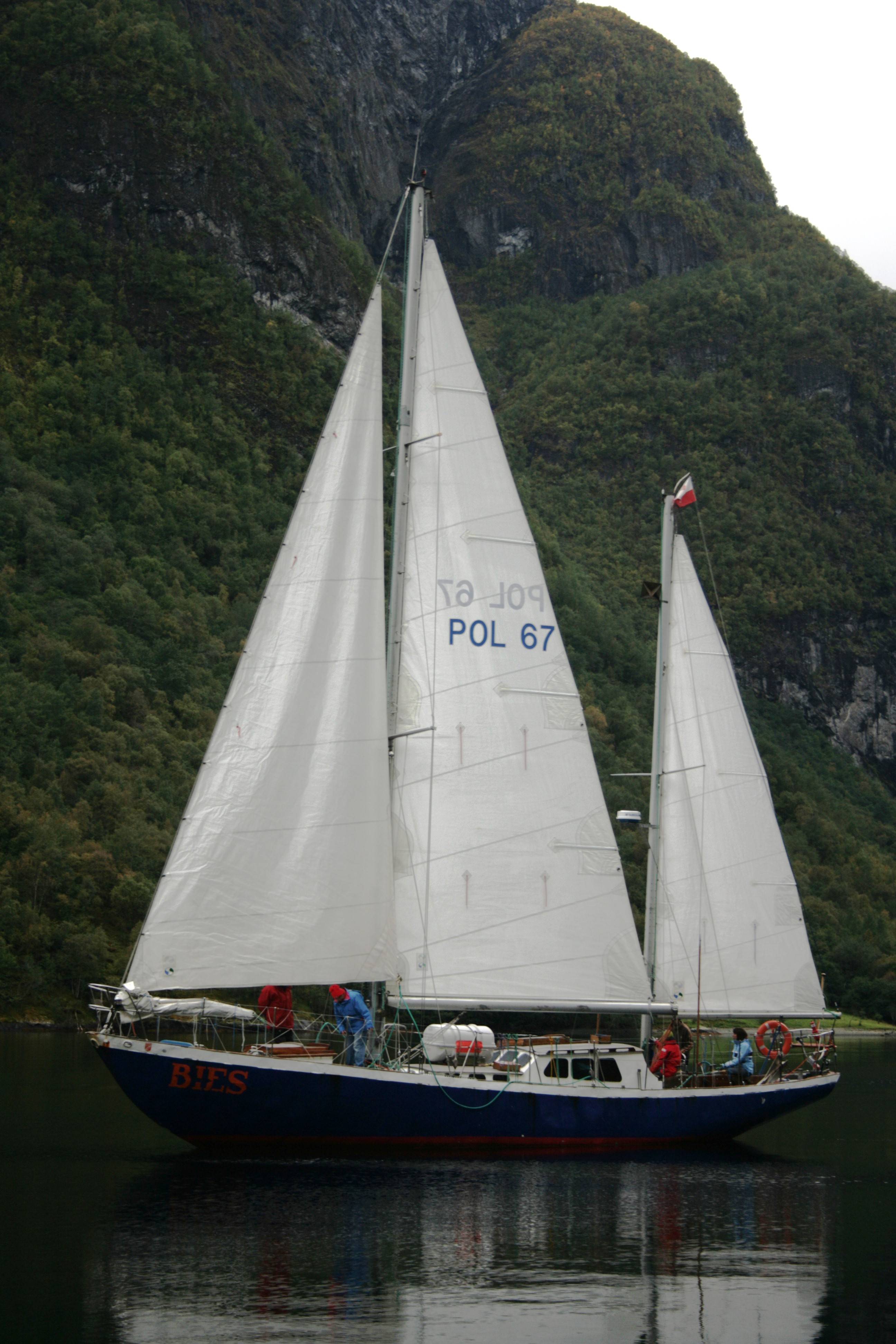
SY Bies

- Bies (1972), ketch bermudien  Pologne
- Bylina (1975), sloop  Russie
- Camelot (1982)  Pologne
- Elena (1991), ketch  Russie
- Gigi (1996), sloop  Royaume-Uni
- Goleniow (2011), sloop  Pologne
- Henrika (1990), yawl  Finlande
- Komandor II (1982), yawl  Pologne
- Lady B (1974), sloop  Pologne
- Lietuva (1976), sloop  Lituanie
- Maja (1979), sloop  Allemagne
- Merisissi III (1982), ketch  Finlande
- Osprey (2002), sloop  Royaume-Uni
- Politechnika (1978), yawl bermudien  Pologne
- Rona II (1991), ketch  Royaume-Uni
- Rus (1973), sloop  Russie
- Rzeszowiak (2000), ketch  Pologne
- Theia (2008), sloop  Finlande
- Tomidi (1985), sloop  Belgique
- Urania (2004), ketch  Pays-Bas
- Urtica (2011), sloop  Pologne
- Variag (1973), sloop  Russie
- Vityaz (1971), yawl  Russie
- Zryw (1978), sloop  Pologne